# Карл Винаров
Карл Христов Винаров е български офицер, генерал-майор.

## Биография
Роден е 21 септември 1922 г. в Плевен в семейството на Христо Ценов. Завършва втора московска специална артилерийска школа, която представлява военна гимназия. От 1938 до 1942 г. учи в 1-во Киевско краснознаменно артилерийско училище. От 1938 г. е член на ВКЛМС, а от 1943 г. на ВКП (б.). Участва във Втората световна война в съветската армия. От 1 март 1943 до 30 октомври 1944 г. е офицер в 3-та СА като командир на батарея. Ранен е в дясното рамо в битката при Курската дъга. На 1 ноември 1944 г. се завръща в България и става адютант на генерал от съветската армия. От 2 ноември 1944 до 29 май 1945 г. е командир на взвод в четвърти армейски артилерийски полк. След това е командир на батарея в 1-во щурмово артилерийско отделение. Между 2 май 1945 и 17 май 1945 г. е командир на танкова рота във 2-ра бронирана бригада. От 18 май 1945 до 2 юни 1947 г. е командир на батарея в Артилерийската школа. От 1946 до 1948 г. е адютант и преводач на старшия съветски военен съветник генерал Андрей Притузов. След това е началник-щаб, той и ЗКСЧ на артилерийско отделение в Школата. През 1947 г. е подпоручик от артилерията. Същата година е изпратен на 10-месечен артилерийски курс във Висшата артилерийска школа. (22 май 1947 – 6 февруари 1948). Тогава се жени за Дора Батоева, дъщеря на полковник Никола Батоев. След като се завръща работи в отдел „Бойна подготовка“ на Командването на артилерията.
Освободен е на 10 януари 1949 г. За 13 дни от 11 януари до 24 януари е помощник-началник на 2-ри учебен артилерийски полк в Народното военно артилерийско училище. В периода 25 януари 1949 – 17 юни 1951 г. учи във Висшата артилерийска академия „Феликс Дзержински“. След като се завръща е назначен за временно изпълняващ длъжността началник на Оперативен отдел в Командването на артилерията. Остава на този пост до 21 октомври 1951 г. От 22 октомври 1951 до 14 август 1952 г. е началник на Оперативния отдел в Командването. В периода 15 август 1952 – 21 април 1954 г. е заместник-началник на щаба в Командването на артилерията. От 22 април до 1 декември 1954 г. е заместник-командир на Артилерията на българската армия. Между 2 декември 1954 и 17 декември 1956 г. учи във Военна академия на Генералния щаб на Въоръжените сили на СССР. На 18 декември 1956 г. е назначен за временно изпълняващ длъжността командващ ВВ и ПВС по зенитната артилерия. Остава на тази позиция до 13 ноември 1957 г. От 14 ноември 1957 г. до 15 февруари 1961 г. е командир на зенитната артилерия в Управлението на ПВО и ВВС.
Под негово ръководство през 1960 г. е направен първия пуск на зенитноуправляема ракета от първи зенитно-ракетен дивизион край село Тополница. От 16 февруари до 7 март 1961 г. е на разпореждане на Управление „Кадри“. На 8 март 1961 г. е назначен за началник на щаба на ПВО и ВВС до 30 май 1962 г. От 1 юни до 27 юли 1962 г. отново е на разпореждане Управление „Кадри“. Между 28 юли и 23 септември 1962 г. е представител на ПВО и ВВС в Щаба на ПВО и ВВС на Съветската армия. От 24 септември 1962 до 16 април 1963 г. е началник на катедра „Оперативно изкуство“ във Военната академия в София. Между 17 април и 27 ноември 1963 г. е началник на щаба на Управление „РВ и А“. В периода 28 ноември 1963 – 30 август 1964 г. учи във Висшата артилерийска академия в Санкт Петербург. От 19 октомври 1964 до 27 септември 1971 г. е началник на щаба на Ракетните войски и артилерията на българската армия. В периода 28 септември 1971 – 21 септември 1981 г. е представител на ПВО и ВВС в Щаба на обединените въоръжени сили в Москва. От 22 септември 1981 до 14 септември 1987 г. е инспектор в инспектората на Министерството на отбраната. На 15 септември 1987 г. влиза в щат 144-А за уволнение. Излиза в запаса на 1 април 1988 г. Умира на 4 април 2007 г. в София.

## Образование
- 2-ра московска специална артилерийска школа
- 1-во Киевско краснознаменно артилерийско училище – 1938 – 1942
- Висша офицерска артилерийска школа, СССР – 22 май 1947 – 6 февруари 1948
- Висша артилерийска академия „Феликс Дзержински“ – 25 януари 1949 – 17 юни 1951 г.
- Военната академия на Генералния щаб на СССР – 2 декември 1954 – 17 декември 1956 г.
- Висшата артилерийска академия в Санкт Петербург – 28 ноември 1963 – 30 август 1964 г.

## Военни звания
- лейтенант от Червената армия (1942)
- поручик (1 ноември 1944)
- капитан (9 септември 1948)
- майор (7 юли 1951)
- подполковник (29 юли 1952)
- полковник (6 август 1954)
- генерал-майор (30 април 1977)[8]

## Награди
- Медал „За безупречна служба“ – II ст.
- Съветски медал „За боева заслуга“
- Медал „25 години народна власт“
- „Народна република България“ – I ст.
- „9 септември 1944 г.“ – II и I ст. с мечове
- „Народна република България“ – III ст.
- Орден „За храброст“ – III ст.
- Орден „За храброст“ – II ст.